# Loufan
Der Kreis Loufan (chinesisch 娄烦县, Pinyin Lóufán Xiàn) ist ein chinesischer Kreis, der zum Verwaltungsgebiet der bezirksfreien Stadt Taiyuan, der Hauptstadt der Provinz Shanxi, gehört. Er hat eine Fläche von 1289,85 km² und zählt 91.208 Einwohner (Stand: Zensus 2020). Sein Hauptort ist die Großgemeinde Loufan (娄烦镇).

## Administrative Gliederung
Auf Gemeindeebene setzt sich der Kreis aus drei Großgemeinden und fünf Gemeinden zusammen. 